# Alexis Korovine
Pour les articles homonymes, voir Korovine.
Alexis Korovine, né le 23 juin 1897 à Moscou et mort le 17 décembre 1950 à Paris, est un peintre russe.

## Biographie
Aleksey Konstantinovich Korovin est le fils du peintre Constantin Korovine et de la chanteuse d'opéra Anna Fidler (1873-1947).
Il étudie au gymnase de Moscou. Dès son plus jeune âge, il connaît bien les arts théâtraux et décoratifs. En 1918, il devient membre du « Monde de l'art », participe à des expositions de l'association en 1918 et 1921. En 1920, il expose ses œuvres dans l'exposition XIX du Bureau central de l'Exposition Centrale de l'Izo Narkompros à Moscou.
En 1923, avec ses parents, il émigre à Paris. Il aide son père à la réalisation de décors théâtraux.
Peintre de nature morte et de paysage, il participe à des expositions d'artistes russes à Birmingham (1928), Amsterdam (1930), Berlin (1930), Belgrade (1930) et Paris (1932 et 1935).
Il épouse Élisabeth Doumarevsky. Le couple donne naissance au futur peintre Alexis-Guy Korovine (1928-).
Il meurt suicidé à l'âge de 53 ans. Il est inhumé au cimetière russe de Sainte-Geneviève-des-Bois.

## Galerie

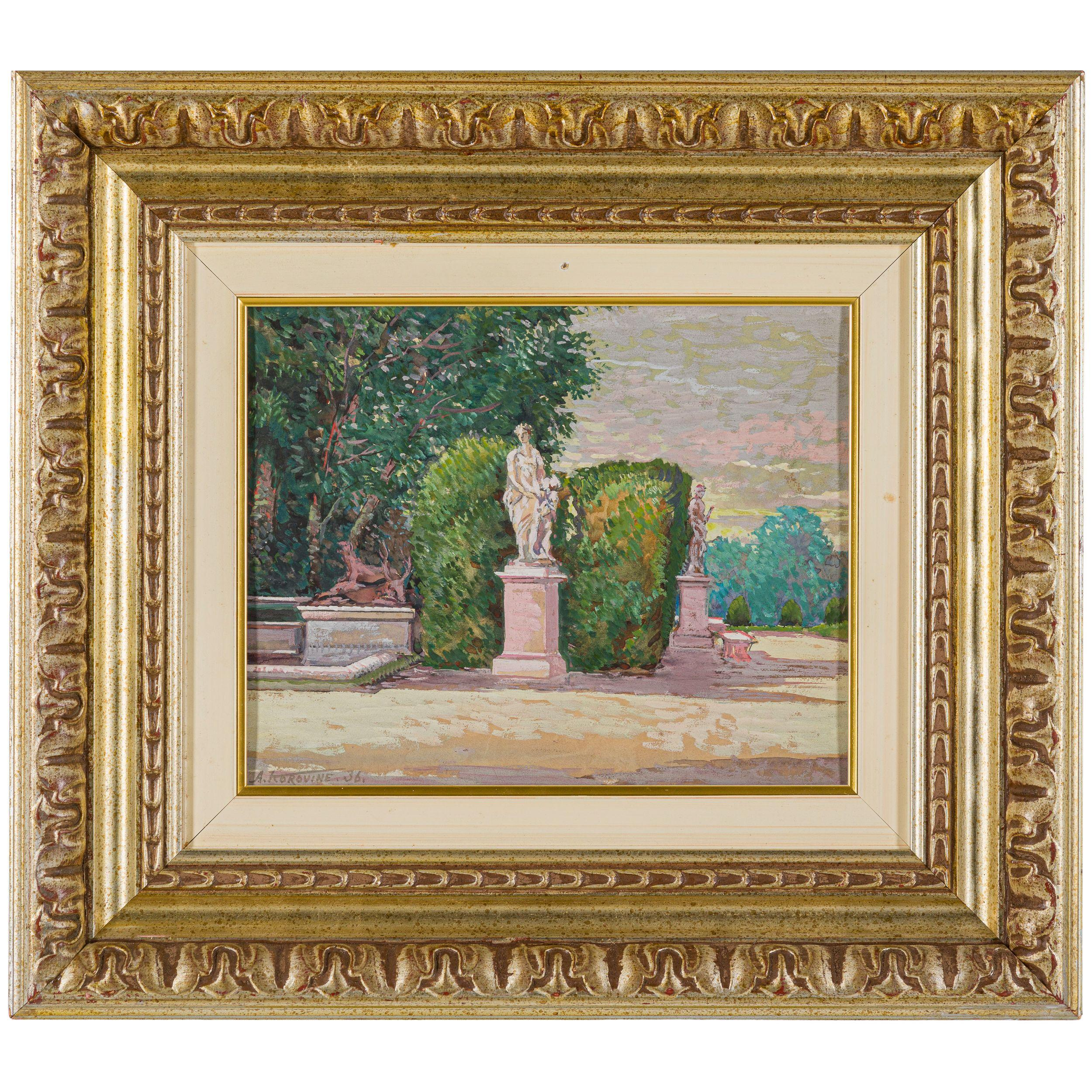
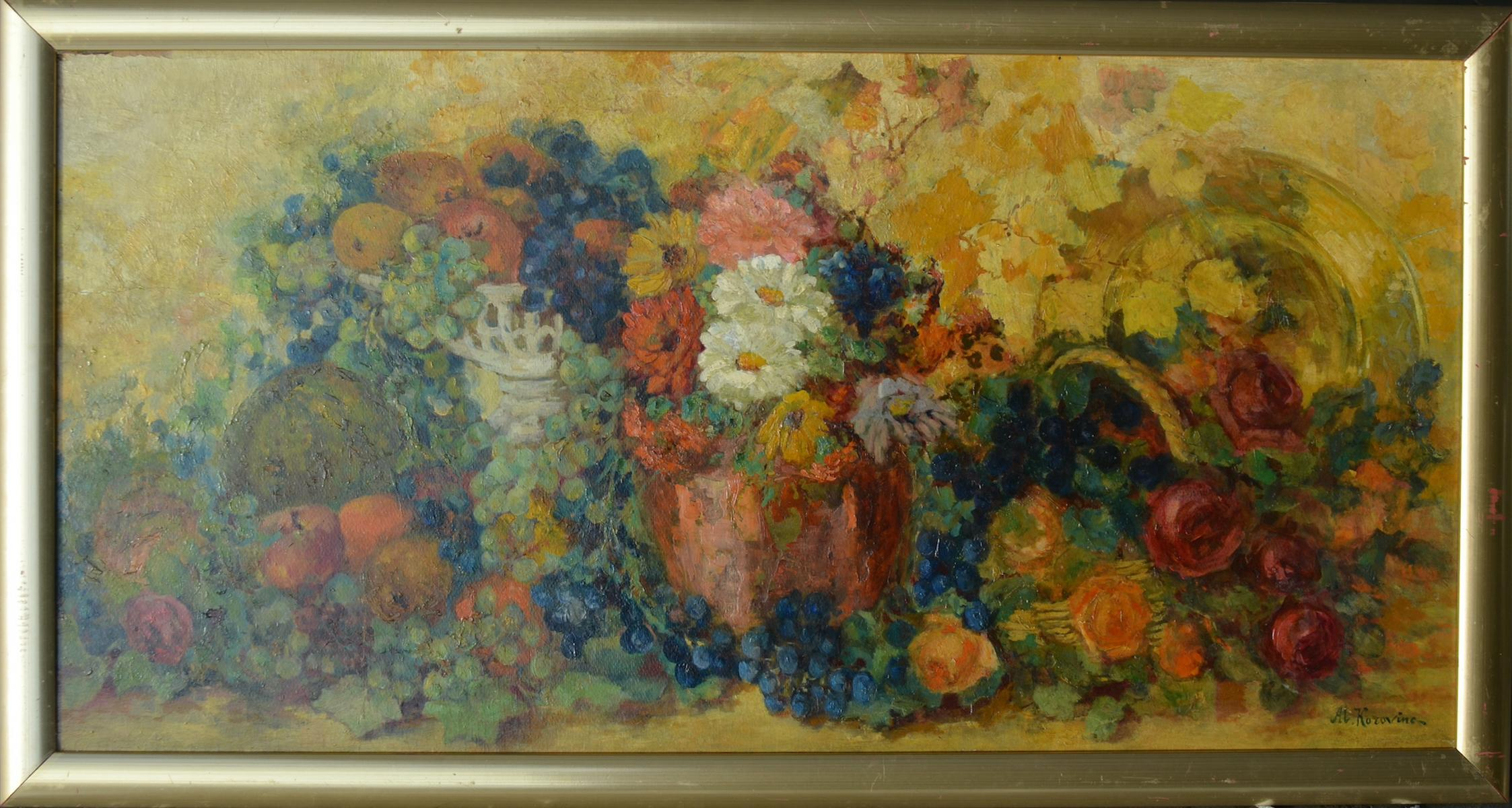
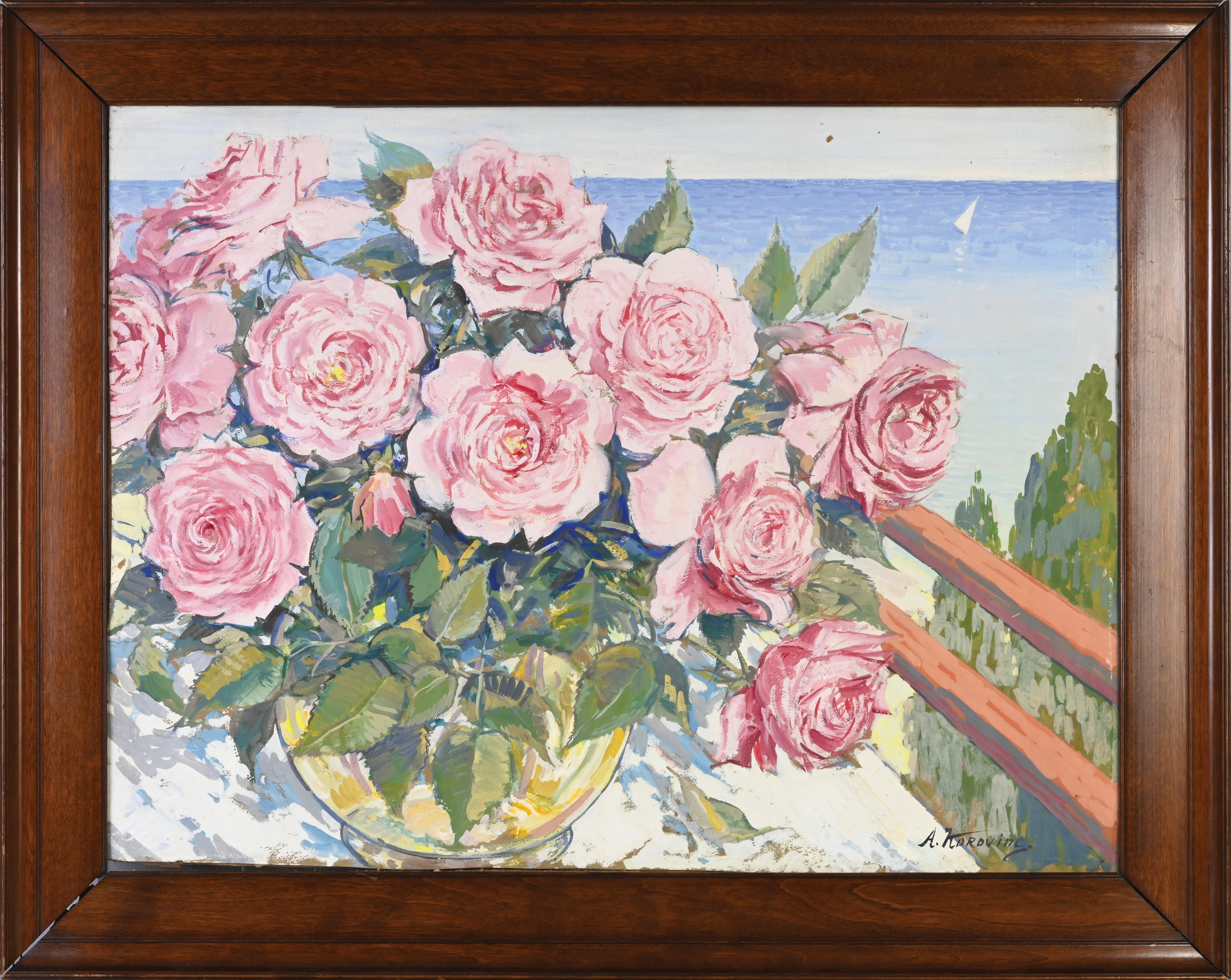